# الصحة العامة البيطرية

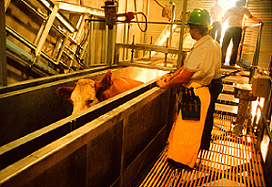

الصحة العامة البيطرية (بالإنجليزية: Veterinary public health)‏ هو أحد فروع الصحة العامة التي تركز على تطبيق العلوم البيطرية لحماية وتحسين الصحة البدنية والعقلية والاجتماعية للبشر، في العديد من البلدان يتم تنظيم الأنشطة المتعلقة بالصحة العامة البيطرية من قبل كبير الأطباء البيطريين.
تغطي الصحة العامة البيطرية تقليديا كمبحث الموضوعات التالية: